# Bobovac (časopis)
Bobovac je bosanskohercegovački časopis na hrvatskom jeziku.
Izlazi od siječnja 1995. kao mjesečnik, a od rujna 1996. kao prvi list na hrvatskom jeziku iz BiH se redovno objavljuje na internetu. Tiskana naklada je 1200 primjeraka. Osnivač i izdavač je vareška podružnica HKD Napredak.
Glavni i odgovorni urednik je Mladenko Marijanović, dok uredništvo čine Zlatko Filipović, Čedomir Jelić, Alen Kristić, Dubravko Tokmačić i Mijo Vidović.
Tiska se u Fojnici.

## Vanjske poveznice
- Internetske stanice
- Issuu  Arhivirana inačica izvorne stranice od 27. veljače 2017. (Wayback Machine) Bobovac